# Mokszanie
Mokszanie lub Mordwini Moksza – grupa etniczna wśród Mordwinów (drugą grupą są Erzjanie), zamieszkująca głównie zachód Mordowii. Duże skupiska Mokszan znajdują się również w obwodzie penzeńskim i południowo-zachodnim Tatarstanie. 
Mokszanie posługują się językiem moksza z grupy wołżańskiej języków ugrofińskich, chociaż powszechna wśród nich jest również znajomość języka rosyjskiego. Populację Mokszan szacuje się na około 300 tys. osób. Większość Mokszan wyznaje prawosławie; inne popularne religie to luteranizm i mokszańska religia ludowa.
Do znanych osób o pochodzeniu mokszańskim należą Wasilij Szukszyn oraz Aleksandr Owieczkin.